# Winold Vogt
Winold Vogt (* 10. April 1942 in München; † 2. Februar 2017 in Eching) war ein deutscher Jurist und Bibliothekar.

## Leben und Wirken
Winold Vogt studierte Rechtswissenschaft an der Universität München und promovierte dort 1966. Das erste juristische Staatsexamen hatte er 1965 abgelegt. Im Jahre 1966 trat er als Bibliotheksreferendar an der Bayerischen Staatsbibliothek in die Ausbildung für den höheren Bibliotheksdienst ein und legte die Fachprüfung hierfür 1968 ab. Anschließend war er weiterhin an der Bayerischen Staatsbibliothek tätig, seit 1976 im Rang eines Bibliotheksdirektors. Er leitete die Erwerbungsabteilung Altes Buch.
Vogt hatte außerdem einen nebenamtlichen Lehrauftrag an der Bayerischen Bibliotheksschule und der Bayerischen Beamten-Fachhochschule inne. Er beschäftigte sich in seinen Veröffentlichungen mit bibliotheksrechtlichen Fragen, z. B. Datenschutz, Urheber- und Kopierrecht sowie mit historischen Drucken.

## Schriften
- Diebstahl und Raub. Ein Vergleich beider Deliktsgruppen unter besonderer Berücksichtigung des Handtaschenraubs und des Zusammenhangs zwischen Nötigung und Wegnahme beim Raub. Frank, München 1966 (Dissertation Universität München).
- Die Bibliotheken und das geplante juristische Informationssystem. In: Zeitschrift für Bibliothekswesen und Bibliographie, Bd. 19 (1972), S. 55–60.
- (mit Detlef Kulman): Münchener Bibliotheken. Bestände und Benutzung. Reichert, Wiesbaden 1975, ISBN 3-920153-54-5.
- Urheberrecht und Bibliothekskopie. In: Helmut Sontag (Hrsg.): Überregionale Literaturversorgung und Kostenrechnung in Bibliotheken (= Zeitschrift für Bibliothekswesen und Bibliographie, Sonderhefte, Bd. 24). Klostermann, Frankfurt/M. 1977, S. 192–198,
- (Mitautor): Beiträge zum Bibliotheksrecht (= Bibliotheksdienst, Beihefte, Bd. 132). Deutscher Bibliotheksverband, Berlin 1978, ISBN 3-87068-132-2.
- (Mitautor): Neues Kopierrecht, ein Kopierunrecht? Eine Erwiderung des Deutschen Bibliotheksverbandes auf die Denkschrift des Börsenvereins des Deutschen Buchhandels ; Kopierrecht, Vorschläge zur Änderung der Vervielfältigungsbestimmungen des Urheberrechtsgesetzes (UrhG) ; September 1978. Deutscher Bibliotheksverband, Berlin 1979, ISBN 3-87068-330-9.
- Bayerisches Datenschutzgesetz und Bibliotheken. In: Bibliotheksforum Bayern, Bd. 7 (1979), S. 3–24.
- Fortführung der Regionalen Zentralkataloge mit EDV – Vorschläge für eine Projektuntersuchung. In: Bibliotheksdienst, Bd. 14 (1980), S. 807–813.
- (Mitautor): Änderung des Urheberrechtsgesetzes. Referentenentwurf und Stellungnahme des Deutschen Bibliotheksverbandes. In: Bibliotheksdienst, Bd. 14 (1980), S. 1045–1052.
- Bibliothekarische Aspekte des Datenschutzes. In: Mitteilungen / Arbeitsgemeinschaft der Parlaments- und Behördenbibliotheken, Bd. 49 (1980), S. 13–22.
- Der DBI-VK und die Regionalen Verbund- und Zentralkataloge im Leihverkehr. In: Bibliotheksdienst, Bd. 18 (1984), S. 792–796.
- Datenschutz in Geschichte und Gegenwart. In: Wolfgang Dietz (Hrsg.): Festschrift für Hildebert Kirchner zum 65. Geburtstag. Beck, München 1985, S. 385–391, ISBN 3-406-31013-3.
- Die Sammlung deutscher Drucke 1450–1912. Das Projekt der Volkswagen-Stiftung und seine bibliothekarische Verwirklichung. In: Engelbert Plassmann (Hrsg.): Wissenschaftliche Bibliotheken im vereinten Deutschland (= Zeitschrift für Bibliothekswesen und Bibliographie, Sonderhefte, Bd. 54). Klostermann, Frankfurt/M. 1992, S. 35–41, ISBN 3-465-02533-4.
- Munificentia locupletata. Die Sammlung deutscher Drucke 1450–1600 in der Bayerischen Staatsbibliothek. In: Bibliotheksforum Bayern, Bd. 21 (1993), S. 250–265.
- Ein gelungener Anfang. Die Sammlung Deutscher Drucke 1450–1600. In: Bibliotheksforum Bayern, Bd. 24 (1996), S. 281–291.
- (Bearb.): Kulturen im Kontext. Zehn Jahre Sammlung deutscher Drucke (= Ausstellungskataloge Staatsbibliothek zu Berlin, N.F., Bd. 36). Reichert, Wiesbaden 1999, ISBN 3-89500-134-1.
- O Jahrhundert, o Wissenschaften ... : Zehn Jahre Sammlung Deutscher Drucke. In: Bibliotheksforum Bayern, Bd. 28 (2000), S. 264–275.
- „Im Interesse aller Völker und Generationen“. Die Antiquaria-Erwerbung der Bayerischen Staatsbibliothek. In: Bibliotheksforum Bayern, Bd. 31 (2003), S. 224–237.